# 무요란아족
무요란아족(無要蘭亞族, 학명: Ponerinae 포네리나이[*])은 수상란족의 아족이다.

## 하위 분류
- 무요란속(Ponera Lindl.)
- Helleriella A.D.Hawkes
- Isochilus R.Br.
- Nemaconia Knowles & Westc.